# 광평공 (고려 후기)
광평공(廣平公, ? ~ 1285년)은 고려 말기의 왕족, 문신으로 본관은 개성(開城)이며 초명은 순(恂), 이름은 왕혜(王譓)이다. 할아버지는 고려 희종이며, 처는 원종의 딸인 함녕궁주(咸寧宮主)이다. 고려 충렬왕과는 7촌 숙질간이면서 동시에 처남매부간이 된다.

## 생애
1265년(원종 6)에 장군 김방경(金方慶)과 함께 몽골에 사신으로 파견되어 조공을 바치고 귀국하였다. 1273년 김방경이 원나라 장수와 함께 탐라(제주도)의 삼별초군(三別抄軍)을 토벌하고 귀환할 때, 이들을 교외에서 맞이하였다.
1276년 종실의 먼 친척인 낭장(郎將) 왕연(王涓)의 노비를 빼앗아 제국대장공주(齊國大長公主)에게 바쳤다.
1279년에 원나라의 선박인 동정전함(東征戰艦)을 건조할 때, 몽골인 납탑합백나(納塔哈伯那)와 함께 경상도에서 건조를 감독하던 중 1285년에 사망했다. 
한편, 그의 처인 함녕궁주 유(柳)씨는 본래 원종의 딸로 고려 종친이나 모친의 성을 따서 유(柳)씨이다. 광평공 혜의 아들들도 당시 고려 천자수모법의 영향으로 이 함녕궁주 유(柳)씨의 성을 따서 유(柳)씨가 되었다. 현재 약목 유(柳)씨가 이 광평공의 후손이라고 주장하고 있다.

## 가족
- 증조부: 신종(神宗)
- 증조모: 선정왕후 김씨(宣靖王后)
- 조부: 희종(熙宗)
- 조모: 성평왕후 임씨(成平王后) - 영인후(寧仁侯) 왕진(王稹)의 딸 
  - 숙부: 창원공(昌原公) 왕지(王祉)
  - 숙부: 시령후(始寧侯) 왕위(王禕) 
    - 사촌: 왕굉(王宏)

  - 아버지: 경원공(慶原公) 왕조(王祚) 
    - 동생: 정안후(定安侯) 왕균(王畇)

  - 숙부: 대선사(大禪師) 경지(鏡智)
  - 숙부: 충명국사(冲明國師) 각응(覺膺)
  - 숙모: 안혜왕후 (安惠王后) 고종의 왕후
  - 숙모: 영창공주 (永昌公主) - 단양백(丹陽伯) 왕서(王楈)와 혼인
  - 숙모: 덕창궁주 (德昌宮主) - 최충헌의 아들인 영가후(永嘉侯) 최전(崔瑼)과 혼인
  - 숙모: 가순궁주 (嘉順宮主) - 신안공(新安公) 왕전(王恮)과 혼인하여 딸 경창궁주를 낳음 
    - 사촌: 경창궁주 - 원종과 혼인

  - 숙모: 정희궁주 (貞禧宮主) - 영안공(永安公) 왕희(王僖)와 혼인